# Матица хорватская

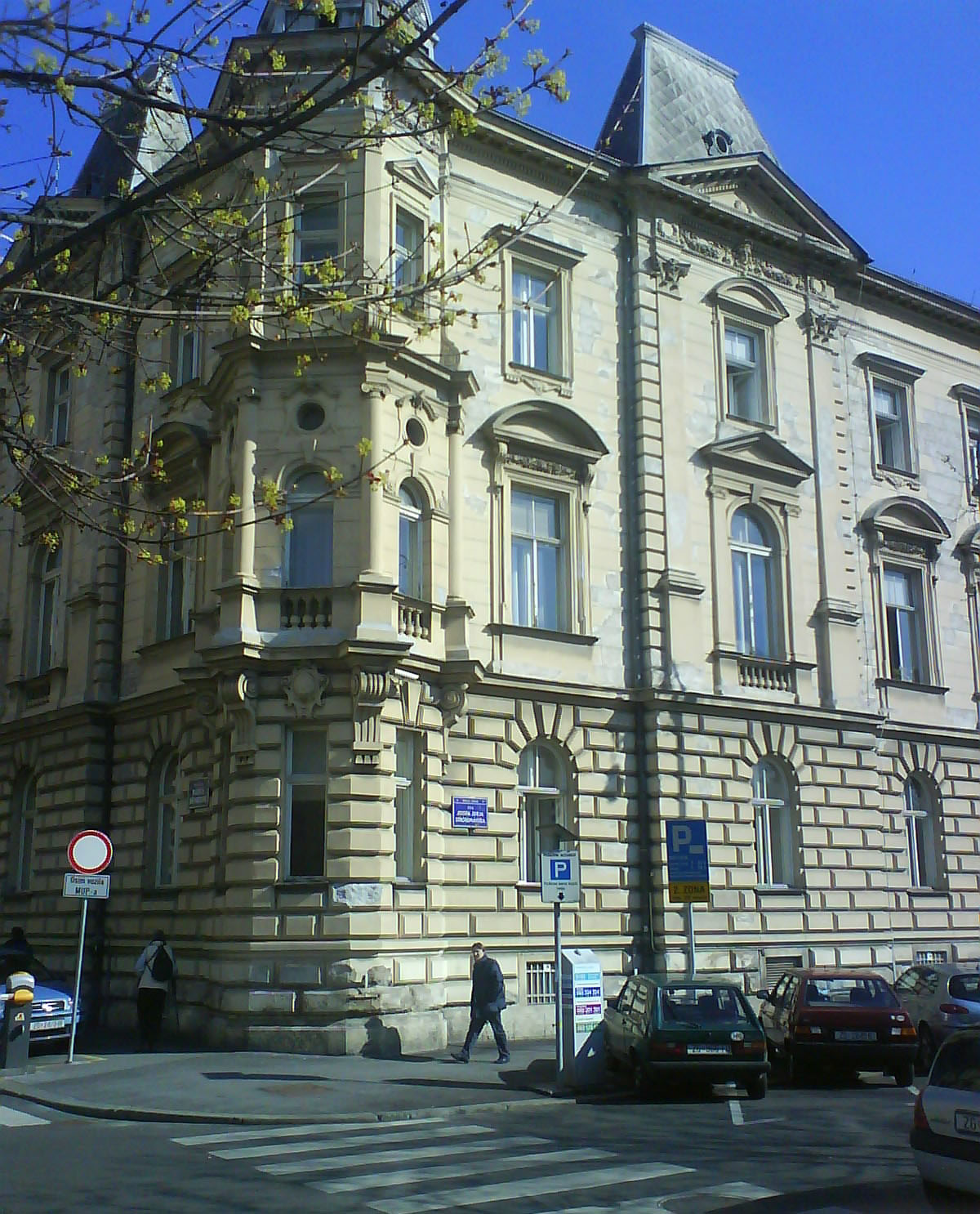
Здание Матицы хорватской в Загребе

Ма́тица хорватская (хорв. Matica hrvatska) — литературное-научное и просветительское общество, созданное в 1842 году в период хорватского национально-культурного возрождения, движущей силой которого были деятели иллиризма. Слово «матица» многозначно и может переводиться на русский как «пчелиная матка», «основа», «матрица». Вклад Матицы хорватской в развитие хорватского языка и литературы очень высок.
Первая половина XIX века ознаменовалась национально-культурным подъёмом славянских народов южной и центральной Европы. Одним из элементов общего движения было создание «матиц», которые ставили задачей развитие национальных культур, языка; издательскую и просветительскую деятельность. Эти организации основывали библиотеки, читальни, печатали учебники и книги, организовывали школы, материально поддерживали ученых и деятелей культуры и т. д. В 1826 году была создана Матица сербская, в 1830 году — чешская.
В 1842 году один из лидеров хорватского иллиризма граф Янко Драшкович предложил создать при Народной читальне в Загребе культурно-издательское сообщество, предназначенное для издания и распространения литературы на хорватском языке. Общество получило имя Матица иллирийская (Matica ilirska), а Драшкович стал его первым председателем. После закрытия читальни в 1850 году общество стало независимым. В 1862 году была основана Матица далматинская. В 1874 году Матица иллирийская была переименована в Матицу хорватскую, а в 1912 году Матица далматинская была присоединена к хорватской. Председателями Матицы были такие известные деятели, как Янко Драшкович, Иван Мажуранич и Иван Кукулевич-Сакцинский.
В 1928—1945 гг. председателем Матицы был Филипп Лукас (Filip Lukas). Матица хорватская издавала газету «Hrvatska revija». В 1931—1940 гг. Матица хорватская участвовала в издании педагогических газет «Nastavni vjesnik» и «Omladina». В период 1936—1943 гг. были основаны филиалы Матицы в Чаковце, Осиеке, Сисаке, Карловаце, Самоборе, Вараждине, Винковцах, Вуковаре, Дубровнике, Сараеве и др. городах. В 1940—1945 гг. секретарём Матицы был Мирко Юркич (Mirko Jurkić, 1886 – 1965). Матица хорватская издавала газеты «Hrvatska misao» (Сараево, 1943—1944) и «Hrvatski sjever» (Осиек, 1944).
После заключения Новисадского договора (1954), в котором декларировалось единство сербскохорватского языка Матица хорватская и Матица сербская начали совместную работу над «Словарём сербскохорватского литературного и народного языка», который должен был включить около 300 тыс. слов. К началу 1970-х годов Матица хорватская превратилась в быстро растущую культурную организацию. Если в период с 20 мая 1966 года по 31 марта 1968 года Матица хорватская издавала девять журналов, к осени 1971 года их число возросло до 25. Также в 1968—1971 годах за границей были основаны около 30 «Обществ друзей Матицы хорватской», что позволило организации установить связи с эмигрантскими кругами.
Однако в 1967 году из-за разногласий с сербами Матица хорватская вышла из проекта, а её видные деятели выпустили «Декларацию о статусе и названии хорватского стандартного языка». Это привело к началу движения, известного как Хорватская весна. До его подавления коммунистическим правительством Матица хорватская успела напечатать справочник «Хорватская орфография», который был запрещён в Югославии, а сейчас является стандартной грамматикой хорватского языка.
В 1972 г. титовские власти закрыли Матицу хорватскую. Возродилась она лишь в 1989 году.
В настоящее время Матица хорватская имеет более 130 региональных отделений по всей Хорватии и в населённых хорватами районах Боснии и Герцеговины.
В 1991-1996 годах председалем Матицы был Владо Готовац, в 2002—2014 годах председателем Матицы хорватской был Игорь Зидич.